# Morvan Dias de Figueiredo
Morvan Dias de Figueiredo (Recife, 11 de setembro de 1890 — São Paulo, 3 de maio de 1950) foi um político e empresário brasileiro.
Foi ministro do Trabalho, Indústria e Comércio no Governo Eurico Dutra, de 30 de outubro de 1946 a 30 de setembro de 1948.
Nos anos de 1949 e 1950 foi presidente da FIESP e CIESP.
Teve cinco irmãos, entre eles Nadir Dias de Figueiredo e Inar Dias de Figueiredo. Com seu irmão Nadir fundou a Nadir Figueiredo Indústria e Comércio S/A, tradicional indústria de vidros. Foi também sócio de Roberto Simonsen na seguradora Bandeirantes.
Foi um dos defensores da criação do Serviço Nacional de Aprendizagem Industrial (SENAI).
Em sua homenagem, uma Avenida que cruza os bairros de Vila Guilherme e Vila Maria (distritos de São Paulo), na cidade de São Paulo, recebeu seu nome.
Cristiano Solano, amigo de Figueiredo, decidiu criar um grupo escoteiro com seu nome, como forma de homenagear, em 08/08/1950, foi criado o grupo escoteiro Morvan Dias Figueiredo 55/SP